# يوحنا دي لاسال
القديس يوحنا دي لاسال (بالفرنسية: Jean-Baptiste de La Salle) مؤسس رهبانية أخوة المدارس المسيحية (الفرير) ولد في ريمس بفرنسا في 30 أبريل سنة 1651م، وقد سيّم كاهناً في 9 أبريل سنة 1678م، تنيح في 8 أبريل سنة 1719م

## نشأته
ولد مؤسس رهبانية أخوة المدارس المسيحية القديس يوحنا دي لاسال في عالم مختلف تماماً عن عالمنا.فقد كان المولود الأول لوالدين ميسورين يعيشان في فرنسا- منذ ثلاثمائة عام تقريباً- وُلد في ريمس ثم تلقى إكليل الرأس في سن الحادية عشرة ثم عُين مشرِّعاً كنسياً في كاتدرائية ريمس في سن السادسة عشر..عند وفاة والديه كان لابد له من تحمل أعباء العائلة فقد انهى دراساته اللاهوتية وسمي كاهناً في 9 أبريل سنة 1678 وبعد عامين كان قد حصل على الدكتوراة في اللاهوت، وقد حاول في تلك الفترة الانخراط مع مجموعة من شباب خشن غير متعلم بهدف إنشاء مدارس للأولاد الفقراء. فكم كانت حياة معظم الناس بائسة سواء في الريف أو في المدينة! لا يستطيع إلا القليل فقط إرسال أولادهم إلى المدرسة، ولم يكن لدى الأطفال إلا قليل من الأمل في المستقبل، فقرر دي لاسال أن يضع مواهبه وعلمه في خدمة هؤلاء الأولاد البائسين من أبناء الفقراء، ولكي يكون أكثر قرباً وتأثراً بظروف هؤلاء الفقراء ترك منزل العائلة وأقام مع المعلمين وتخلى أيضاً عن مكانته ككاهن ومشرّع كَنَسِي بل وعن ثروته ليكوّن الجماعة التي تُدعى اليوم (أخوة المدارس المسيحية) .
قوبل مشروعه ذلك باعتراض المسئولين الكنسيين الذين لم يكونوا يتمنون خلق نمط جديد للحياة الروحية- جماعة علمانية مكرسة تقود مدارس «معاً وفي جماعة» فصُدمت المؤسسة التربوية لهذه الطرق المبتكرة حينذاك فالإرادة مطلقة والمجانية للكل، وبرغم كل ذلك نجح دي لاسال وإخوته في إيجاد فروع من المدارس تهتم بالكيفية وتتصف باستخدام لغة محلية، بمجموعة من الأولاد في كل مستوى لتربية دينية مؤسسة على موضوعات فريدة معدة بواسطة معلمين لديهم دعوة روحية وإرسالية وبالإضافة إلى غرس أولياء الأمور في التربية، كان دي لاسال رائداً باقتراحه مناهج لتكوين المعلمين العلمانيين وحصص الآحاد لشباب العمال، ومن أوائل المؤسسات التي أخذت على عاتقها رعاية الجانحين، أتعبته حياة الزهد وتُوفي في سان ريون بالقرب من روان في 8 أبريل عام 1719 قبل بلوغه الثامنة والستين ببضعة أسابيع.

## إعلان قداسته
كان يوحنا دي لاسال أول من وضع مراكز تكوين للمعلمين، ومدارس تعليم للجانحين، ومدارس فنية، ومدارس ثانوية للغات الحديثة، ووالفنون والعلوم، انتشر عمله سريعاً جداً في فرنسا وبعد وفاته في العالم كله، وفي سنة 1900 أعلنت قداسة دي لاسال، وفي عام 1950 بسبب حياته وكتاباته الملهمة أعلن شفيعاً لكل الذين يعملون في حقل التعليم، انظر كيف يعلم ويهتم بالشباب وكيف يواجه النقص والضعف بالرحمة، كيف يدعم ويثبت، اليوم توجد المدارس اللاسالية في أكثر من ثمانين دولة حول العالم.

## روابط خارجية
- يوحنا دي لاسال على موقع الموسوعة البريطانية (الإنجليزية)